# Liste von Dirigenten
In die Liste von Dirigenten sind Namen von Orchesterdirigentinnen und -dirigenten eingetragen, die umfassende Bekanntheit erlangt haben. Die Namen in der Liste sind alphabetisch sortiert.

## Liste

### A
- Claudio Abbado (1933–2014)
- Roberto Abbado (* 1954)
- Kazem Abdullah (* 1979)
- Kanako Abe (* 1973)
- Hermann Abendroth (1883–1956)
- Maurice Abravanel (1903–1993)
- Otto Ackermann (1909–1960)
- Janos Ács (* 1952)
- Henrie Adams (* 1959)
- Frederick Charles Adler (1889–1959)
- Kurt Adler (1907–1977)
- Kurt Herbert Adler (1905–1988)
- Peter Herman Adler (1899–1990)
- Christoph Adt (* 1956)
- David Afkham (* 1983)
- Nazanin Aghakhani (* 1980)
- Rolf Agop (1908–1998)
- Alexis Agrafiotis (* 1970)
- Dimitri Agrafiotis (* 1932)
- Felipe Aguirre (* 1976)
- Evelyne Aïello (* 1958)
- Nisan Ak (* 1991)
- Jonas Alber (* 1969)
- Werner Andreas Albert (1935–2019)
- Rudolf Alberth (1918–1992)
- George Alexander Albrecht (1935–2021)
- Gerd Albrecht (1935–2014)
- Hansjörg Albrecht (* 1972)
- Marc Albrecht (* 1964)
- Vittoria Raffaella Aleotti (1575–1646)
- Rinaldo Alessandrini (* 1960)
- John Alldis (1929–2010)
- Franz Allers (1905–1995)
- Marin Alsop (* 1956)
- Karl Alwin (1891–1945)
- Kenneth Alwyn (1925–2020)
- Ligia Amadio (* 1964)
- Karel Ančerl (1908–1973)
- Franz André (1893–1975)
- Martin André (* 1960)
- Marc Andreae (* 1939)
- Volkmar Andreae (1879–1962)
- Knut Andreas (* 1979)
- Nvart Andreassian (* 1952)
- Paul Angerer (1927–2017)
- Ernest Ansermet (1883–1969)
- Giovanni Antonini (* 1965)
- Henri Arends (1921–1994)
- Ataúlfo Argenta (1913–1958)
- Howard Arman (* 1954)
- Marco Armiliato (* 1967)
- Christian Arming (* 1971)
- Malcolm Arnold (1921–2006)
- Juri Aronowitsch (1932–2002)
- Alexandra Arrieche (* 1981)
- Conrad Artmüller (* 1944)
- Wladimir Aschkenasi (* 1937)
- David Atherton (* 1944)
- Elisabeth Attl (* 1968)
- Moshe Atzmon (* 1931)
- Philippe Auguin (* 1961)
- Bar Avni (* 1989)

### B
- Horst-Hans Bäcker (* 1959)
- Roland Bader (* 1938)
- Maria Badstue (* 1982)
- Renée Baker (* 1957)
- Lamberto Baldi (1895–1979)
- Michael Balke (* 1979)
- Carl Bamberger (1902–1987)
- Matthias Bamert (* 1942)
- Yue Bao (* 20. Jh.)
- John Barbirolli (1899–1970)
- Daniel Barenboim (* 1942)
- Nikša Bareza (1936–2022)
- Rudolf Barschai (1924–2010)
- Mladen Bašić (1917–2012)
- Pierre Bartholomée (* 1937)
- Léon Barzin (1900–1999)
- Joseph Bastian (* 1981)
- Andrea Battistoni (* 1987)
- Serge Baudo (* 1927)
- Rudolf Baumgartner (1917–2002)
- Gustav Beckmann (1883–1948)
- Steuart Bedford (1939–2021)
- Thomas Beecham (1879–1961)
- Eduard van Beinum (1900–1959)
- Heribert Beissel (1933–2021)
- Frieda Belinfante (1904–1995)
- Jiří Bělohlávek (1946–2017)
- Hans von Benda (1888–1972)
- Gisele Ben-Dor (* 1955)
- Roberto Benzi (* 1937)
- Erich Bergel (1930–1998)
- Paavo Berglund (1929–2012)
- Karl-Friedrich Beringer (* 1948)
- Dietfried Bernet (1940–2011)
- Frieder Bernius (* 1947)
- Leonard Bernstein (1918–1990)
- Gary Bertini (1927–2005)
- Matthew Best (1957–2025)
- Frank Michael Beyer (1928–2008)
- Ljubka Biagioni (* 1968)
- Jader Bignamini (* 1976)
- Anja Bihlmaier (* 1978)
- Bertrand de Billy (* 1965)
- Erich Binder (1947–2023)
- Jörg Birhance (* 1966)
- Elke Mascha Blankenburg (1943–2013)
- Marcel Blanchard (* 1964)
- Leo Blech (1871–1958)
- Harry Blech (1910–1999)
- Herbert Blomstedt (* 1927)
- Theodore Bloomfield (1923–1998)
- Susanne Blumenthal (* 1975)
- Artur Bodanzky (1877–1939)
- Michael Boder (1958–2024)
- Roger Boggasch (1965–2015)
- Karl Böhm (1894–1981)
- Boris Böhmann (* 1964)
- Rüdiger Bohn (* 1960)
- Emil Bohnke (1888–1928)
- Fabrice Bollon (* 1965)
- Elio Boncompagni (1933–2019)
- Victoria Bond (* 1945)
- Heinz Bongartz (1894–1978)
- Richard Bonynge (* 1930)
- Andrey Boreyko (* 1957)
- Marcus R. Bosch (* 1969)
- Willi Boskovsky (1909–1991)
- Nadia Boulanger (1887–1979)
- Pierre Boulez (1925–2016)
- Adrian Boult (1889–1983)
- Ernest Bour (1913–2001)
- Martyn Brabbins (* 1959)
- Mario Braggio (1912–1997)
- Thüring Bräm (* 1944)
- Alexander Brezina (1940–2004)
- Antonia Brico (1902–1989)
- Benjamin Britten (1913–1976)
- Iona Brown (1941–2004)
- Wilhelm Brückner-Rüggeberg (1906–1985)
- Frans Brüggen (1934–2014)
- Anna-Sophie Brüning (* 1972)
- Anshel Brusilow (1928–2018)
- Eduard Büchsel (1917–1980)
- Jürgen Budday (* 1948)
- Hans von Bülow (1830–1894)
- August Bünte (1836–1920)
- Carl August Bünte (1925–2018)
- Fritz Busch (1890–1951)
- Semjon Bytschkow (* 1952)

### C
- Francesca Caccini (1587–1640)
- Freddy Cadena (* 1963)
- Sylvia Caduff (* 1937)
- Oleg Caetani (* 1956)
- Pedro Ignacio Calderón (* 1933)
- Sarah Caldwell (1924–2006)
- Helmut Calgéer (1922–2010)
- Sylvain Cambreling (* 1948)
- Karina Canellakis (* 1981)
- Guido Cantelli (1920–1956)
- Miltiades Caridis (1923–1998)
- Paolo Carignani (* 1961)
- Daniel Carlberg (* 1974)
- Gabriella Carli (* 1953)
- Joana Carneiro (* 1976)
- Roberto Carnevale (* 1966)
- Constantinos Carydis (* 1974)
- Jean-Claude Casadesus (* 1935)
- Juan José Castro (1895–1968)
- Sergiu Celibidache (1912–1996)
- Mihaela Cesa-Goje (* 1979)
- Boris Chaikin (1904–1978)
- Riccardo Chailly (* 1953)
- Zdeněk Chalabala (1899–1962)
- Elim Chan (* 1986)
- Han-Na Chang (* 1982)
- Pei-Yu Chang (* 1959)
- Sophie Charlotte von Hannover (1668–1705)
- Hans Chemin-Petit (1902–1981)
- Mei-Ann Chen (* 1973)
- Tong Chen (* 1983)
- Karel Mark Chichon (* 1971)
- Stephanie Childress (* 1999)
- Choo Hoey (1934–2025)
- Holly Hyun Choe (* 1991)
- William Christie (* 1944)
- Myung-Whun Chung (* 1953)
- René Clemencic (1928–2022)
- Nicholas Cleobury (* 1950)
- André Cluytens (1905–1967)
- Jan Cober (* 1951)
- Avril Coleridge-Taylor (1903–1988)
- Édouard Colonne (1838–1910)
- Catherine Comet (* 1944)
- Sergiu Comissiona (1928–2005)
- James Conlon (* 1950)
- Marius Constant (1925–2004)
- Graziella Contratto (* 1966)
- Michel Corboz (1934–2021)
- Kelly Corcoran (* um 1977)
- Francesco Corti (* 1963)
- Teodor Cosma (1910–2011)
- Jessica Cottis (* 1979)
- Robert Craft (1923–2015)
- Marcus Creed (* 1951)
- Teodor Currentzis (* 1972)
- Valéria Csányi (* 1958)

### D
- Jean-Luc Darbellay (* 1946)
- Jonathan Darlington (* 1956)
- Thomas Dausgaard (* 1963)
- Dennis Russell Davies (* 1944)
- Meredith Davies (1922–2005)
- Andrew Davis (1944–2024)
- Carl Davis (1936–2023)
- Colin Davis (1927–2013)
- Alessandro De Marchi (* 1962)
- Karen Lynne Deal (* 1957)
- Franz-Paul Decker (1923–2014)
- Norman Del Mar (1919–1994)
- Andreas Delfs (* 1959)
- Stéphane Denève (* 1971)
- Roger Désormière (1898–1963)
- Marzena Diakun (* 1981)
- Lara Diloy (* 1986)
- Odissei Dimitriadi (1908–2005)
- Dean Dixon (1915–1976)
- Duilio Dobrin (* 1958)
- Issai Dobrowen (1891–1953)
- Axali Doëseb (1954–2023)
- Christoph von Dohnányi (* 1929)
- Oliver von Dohnányi (* 1955)
- Plácido Domingo (* 1941)
- Carlos Domínguez-Nieto (* 1972)
- Antal Doráti (1906–1988)
- Edward Downes (1924–2009)
- Agnieszka Duczmal (* 1946)
- Gustavo Dudamel (* 1981)
- Weronika Dudarowa (1916–2009)
- Marie-Jeanne Dufour (* 1955)
- Rudolph Dunbar (1899–1988)
- Ohan Durjan (1922–2011)
- Charles Dutoit (* 1936)

### E
- Anders Eby (* 1949)
- Kevin John Edusei (* 1976)
- Sian Edwards (* 1959)
- Sixten Ehrling (1918–2005)
- Christian Ehwald (* 1953)
- Kurt Eichhorn (1908–1994)
- Mark Elder (* 1947)
- Karl Elmendorff (1891–1962)
- Maxim Emelyanychev (* 1988)
- Wilfried Emmert (1930–2023)
- Fabian Enders (* 1986)
- Titus Engel (* 1975)
- Philippe Entremont (* 1934)
- Péter Eötvös (1944–2024)
- Roger Epple (* 1960)
- Laurence Equilbey (* 1962)
- Frank-Michael Erben (* 1965)
- Alberto Erede (1909–2001)
- Eric Ericson (1918–2013)
- Ferenc Erkel (1810–1893)
- Sándor Erkel (1846–1900)
- Mark Ermler (1932–2002)
- Christoph Eschenbach (* 1940)
- Dan Ettinger (* 1971)
- Jury Everhartz (* 1971)
- Jane Evrard (1893–1984)

### F
- Jörg Faerber (1929–2022)
- JoAnn Falletta (* 1954)
- Henri-Claude Fantapié (* 1938)
- Richard Farnes (* 1964)
- Diego Fasolis (* 1958)
- Wladimir Fedossejew (* 1932)
- Gabriel Feltz (* 1971)
- Eric Fenby (1906–1997)
- Frederick Fennell (1914–2004)
- János Ferencsik (1907–1984)
- Franco Ferrara (1911–1985)
- Gabriele Ferro (* 1937)
- Thomas Fey (* 1960)
- Achim Fiedler (* 1965)
- Arthur Fiedler (1894–1979)
- August Max Fiedler (1859–1939)
- John Fiore (* 1960)
- Ádám Fischer (* 1949)
- Iván Fischer (* 1951)
- Anatoli Fistulari (1907–1995)
- Matthias Fletzberger (* 1965)
- Hermann Fliege (1829–1907)
- Claus Peter Flor (* 1953)
- Eva Fodor (* 1979)
- Antonino Fogliani (* 1976)
- Matthias Foremny (* 1972)
- Heiko Mathias Förster (* 1966)
- Horst Förster (1920–1986)
- Horst Förster (* 1933)
- Lawrence Foster (* 1941)
- Nicolette Fraillon (* 1960)
- Carlo Franci (1927–2019)
- Alun Francis (* 1943)
- Mikko Franck (* 1979)
- Justus Frantz (* 1944)
- Gianna Fratta (* 1973)
- Heinz Fricke (1927–2015)
- Ferenc Fricsay (1914–1963)
- Oskar Fried (1871–1941)
- Heinz Friesen (1934–2019)
- Georg Fritzsch (* 1963)
- Riccardo Frizza (* 1971)
- Herbert Fromm (1905–1995)
- Helmuth Froschauer (1933–2019)
- Rafael Frühbeck de Burgos (1933–2014)
- Elisabeth Fuchs (* 1976)
- Lancelot Fuhry (* 1970)
- Beat Furrer (* 1954)
- János Fürst (1935–2007)
- Wilhelm Furtwängler (1886–1954)

### G
- James Gaffigan (* 1979)
- Michi Gaigg (* 1957)
- Alceo Galliera (1910–1996)
- Luis Antonio García Navarro (1941–2001)
- Lamberto Gardelli (1915–1998)
- John Eliot Gardiner (* 1943)
- Marta Gardolińska (* 1988)
- Daniele Gatti (* 1961)
- Simon Gaudenz (* 1974)
- Alexander Gauk (1893–1963)
- Gediminas Gelgotas (* 1986)
- Gianluigi Gelmetti (1945–2021)
- Hortense von Gelmini (* 1947)
- George Georgescu (1887–1964)
- Waleri Gergijew (* 1953)
- Charles Allan Gerhardt (1927–1999)
- David Geringas (* 1946)
- Claire Gibault (* 1945)
- Alexander Gibson (1926–1995)
- Michael Gielen (1927–2019)
- Wolfgang Gieron (* 1953)
- Hans Gierster (1925–1995)
- Alan Gilbert (* 1967)
- Gustavo Gimeno (* 1976)
- Ruth Gipps (1921–1999)
- Carlo Maria Giulini (1914–2005)
- Jane Glover (* 1949)
- Reinhard Goebel (* 1952)
- Walter Goehr (1903–1960)
- Sascha Goetzel (* 1970)
- Elisa Gogou (* 1974)
- Szymon Goldberg (1909–1993)
- Edwin Franko Goldman (1878–1956)
- Vladimir Golschmann (1893–1972)
- Miguel Ángel Gómez Martínez (1949–2024)
- Lina Gonzalez-Granados (* 1986)
- Wolfgang Gönnenwein (1933–2015)
- Roy Goodman (* 1951)
- Herbert Görtz (* 1955)
- Tobias Gossmann (* 1965)
- Ralf Gothóni  (* 1946)
- Stefan Gottfried (* 1971)
- Konstantia Gourzi (* 1962)
- Ettore Gracis (1915–1992)[1]
- Hans Graf (* 1949)
- Claudio S. Grafulla (1812–1880)
- Kurt Graunke (1915–2005)
- Mirga Gražinytė-Tyla (* 1986)
- Howard Griffiths (* 1950)
- Agnes Grossmann (* 1944)
- Charles Groves (1915–1992)
- Peter Gülke (* 1934)
- Felix Günther (1886–1951)
- Theodor Guschlbauer (* 1939)
- Enoch zu Guttenberg (1946–2018)

### H
- Hartmut Haenchen (* 1943)
- Patrick Hahn (* 1995)
- Friedrich Haider (* 1961)
- Emmanuelle Haïm (* 1962)
- Bernard Haitink (1929–2021)
- Péter Halász (* 1976)
- Cristóbal Halffter (1930–2021)
- Jörg Halubek (* 1977)
- Sebastian Hamann (* 1968)
- Vernon Handley (1930–2008)
- Barbara Hannigan (* 1971)
- Howard Hanson (1896–1981)
- Pierre Hantaï (* 1964)
- Daniel Harding (* 1975)
- Nikolaus Harnoncourt (1929–2016)
- Stephen Harrap (* 1952)
- Volker Hartung (* 1955)
- Thomas Hauschild (* 1964)
- Wolf-Dieter Hauschild (1937–2023)
- Siegmund von Hausegger (1872–1948)
- Volkher Häusler (* 1958)
- Robert Heger (1886–1978)
- Rudolf Heidler (* 1955)
- Siegfried Heinrich (1935–2023)
- Michael Heise (* 1940)
- Domonkos Héja (* 1974)
- Michael Helmrath (* 1954)
- Anna-Maria Helsing (* 1971)
- Jurjen Hempel (* 1961)
- Thomas Hengelbrock (* 1958)
- Heinz Hennig (1927–2002)
- Pablo Heras-Casado (* 1977)
- Werner Herbers (1940–2023)
- Philippe Herreweghe (* 1947)
- Alfred Hertz (1872–1942)
- Richard Hickox (1948–2008)
- Johann Adam Hiller (1728–1804)
- Inga Hilsberg (* 1972)
- Paul Hindemith (1895–1963)
- Peter Hirsch (* 1956)
- Alois J. Hochstrasser (* 1941)
- Franz von Hoeßlin (1885–1946)
- Heinz Hofmann (1917–nach 1967)
- Michael Hofstetter (* 1961)
- Christopher Hogwood (1941–2014)
- Heinz Holliger (* 1939)
- Heinrich Hollreiser (1913–2006)
- Imogen Holst (1907–1984)
- Manfred Honeck (* 1958)
- Jascha Horenstein (1898–1973)
- Milan Horvat (1919–2014)
- Jakub Hrůša (* 1981)
- Apo Ching-Hsin Hsu (* 1956)
- Markus Huber (* 1968)
- Monica Huggett (* 1953)
- Will Humburg (* 1957)
- Mathias Husmann (* 1948)

### I
- Talia Ilan (* 1971)
- Helmut Imig (* 1941)
- Jos van Immerseel (* 1945)
- Daniel Inbal (* 1972)
- Eliahu Inbal (* 1936)
- Pietari Inkinen (* 1980)
- Sarah Ioannides (* 1972)
- José Iturbi (1895–1980)
- Anatoli Iwanow (1934–2012)
- Konstantin Iwanow (1907–1984)
- Jörg Iwer (* 1957)

### J
- René Jacobs (* 1946)
- Marie Jacquot (* 1990)
- Jussi Jalas (1908–1985)
- Marek Janowski (* 1939)
- Mariss Jansons (1943–2019)
- Karsten Januschke (* 1980)
- Anna Jaroszewska-Mróz (* 1980)
- Kristjan Järvi (* 1972)
- Neeme Järvi (* 1937)
- Paavo Järvi (* 1962)
- František Jílek (1913–1993)
- Eugen Jochum (1902–1987)
- Georg Ludwig Jochum (1909–1970)
- Jeri Lynne Johnson (* 1972)
- Julia Jones (* 1961)
- Árpád Joó (1948–2014)
- Armin Jordan (1932–2006)
- Philippe Jordan (* 1974)
- James Judd (* 1949)
- Louis-Antoine Jullien (1812–1860)
- Konrad Junghänel (* 1953)
- Dmitri Jurowski (* 1979)
- Michail Jurowski (1945–2022)
- Wladimir Jurowski (* 1972)

### K
- Oswald Kabasta (1896–1946)
- Christian Kabitz (* 1950)
- Thomas Kalb (* 1959)
- Johannes Kalitzke (* 1959)
- Tõnu Kaljuste (* 1953)
- Carlos Kalmar (* 1958)
- Yordan Kamdzhalov (* 1980)
- Karen Kamensek (* 1970)
- Toshiyuki Kamioka (* 1960)
- Okko Kamu (* 1946)
- Shigeru Kanno (* 1959)
- Gilbert Kaplan (1941–2016)
- Vítězslava Kaprálová (1915–1940)
- Herbert von Karajan (1908–1989)
- Markus Karas (* 1961)
- Julius Karr-Bertoli (1920–2015)
- Václav Kašlík (1917–1989)
- Hans Joachim Kauffmann (1926–2008)
- Herbert Kegel (1920–1990)
- Günter Kehr (1920–1989)
- Joseph Keilberth (1908–1968)
- Rudolf Kempe (1910–1976)
- Paul van Kempen (1893–1955)
- Ulrich Kern[2][3]
- István Kerner (1867–1929)
- Cornelia von Kerssenbrock (* 1970)
- István Kertész (1929–1973)
- Willem Kes (1856–1934)
- Negin Khpalwak (* 1997)
- Friederike Kienle (* 1979)
- Kim Byong-hwa (1936–2021)
- Eun Sun Kim (* 1980)
- Kim Il-jin (* 1956)
- Hans-Peter Kirchberg (* 1956)
- Martin Kirchharz (* 1984)
- Marc Kissóczy (* 1961)
- Dmitri Kitajenko (* 1940)
- Bernhard Klee (* 1936)
- Carlos Kleiber (1930–2004)
- Erich Kleiber (1890–1956)
- Rolf Kleinert  (1911–1975)
- Otto Klemperer (1885–1973)
- Paul Kletzki (1900–1973)
- Rudolf Kloiber (1899–1973)
- August Klughardt (1847–1902)
- Roland Kluttig (* 1968)
- Hans Knappertsbusch (1888–1965)
- Dietrich Knothe (1929–2000)
- Oliver Knussen (1952–2018)
- Ken’ichirō Kobayashi (* 1940)
- Alois Koch (* 1945)
- Helmut Koch (1908–1975)
- Olaf Koch (1932–2001)
- Zoltán Kocsis (1952–2016)
- Roman Kofman (* 1936)
- Gustav Kogel (1849–1921)
- Siegfried Köhler (1923–2017)
- Camilla Kolchinsky (1937–2016)
- Kirill Kondraschin (1914–1981)
- Bernhard Kontarsky (* 1937)
- Franz Konwitschny (1901–1962)
- Ton Koopman (* 1944)
- András Kórodi (1922–1986)
- Zdeněk Košler (1928–1995)
- Jiří Kout (* 1937)
- János Kovács (* 1951)
- Rudolf Krasselt (1879–1954)
- Clemens Krauss (1893–1954)
- Yakov Kreizberg (1959–2011)
- Friedrich Krell (1928–2020)
- Jan Krenz (1926–2020)
- Hermann Kreutz (1931–2021)
- Josef Krips (1902–1974)
- Olav Kröger * 1965
- Carolyn Kuan (* 1977)
- Rafael Kubelík (1914–1996)
- Judith Kubitz (* 1968)
- Paul Kuentz (* 1930)
- Gustav Kuhn (* 1945)
- Sigiswald Kuijken (* 1944)
- Erich Kunzel (1935–2009)
- Dieter Kurz (* 1945)
- Sergei Kussewizki (1874–1951)
- Elisabeth Kuyper (1877–1953)

### L
- Vincent La Selva (1929–2017)
- Markku Laakso (* 1978)
- Charles Lamoureux (1834–1899)
- Franz Landé (1893–1942)
- Mathieu Lange (1905–1992)
- Patrick Lange (* 1981)
- Louis Langrée (* 1961)
- Catherine Larsen-Maguire (* 1971)
- Scott Lawton (* 1960)
- Philip Ledger (1937–2012)
- Emmanuel Leducq-Barome (* 1971)
- Reinbert de Leeuw (1938–2020)
- Ethel Leginska (1886–1970)
- Fritz Lehmann (1904–1956)
- René Leibowitz (1913–1972)
- Erich Leinsdorf (1912–1993)
- Ferdinand Leitner (1912–1996)
- Gerhard Lenssen (1912–1992)
- Tania León (* 1943)
- Gustav Leonhardt (1928–2012)
- Raymond Leppard (1927–2019)
- Gerhard Lessky (* 1969)
- Hermann Levi (1839–1900)
- Yoel Levi (* 1950)
- Gilbert Levine (* 1948)
- James Levine (1943–2021)
- Alexander Liebreich (* 1968)
- Kek-tjiang Lim (1928–2017)
- Yi-Chen Lin (* 1985)
- Hannu Lintu (* 1967)
- Marta Linz (1898–1982)
- Franz Liszt (1811–1886)
- Andrew Litton (* 1959)
- David Lloyd-Jones (1934–2022)
- Silke Löhr (* 1966)
- Alain Lombard (* 1940)
- Isabel López Calzada (* 1968)
- Jesús López Cobos (1940–2018)
- Ferdinand Löwe (1865–1925)
- Christian Ludwig (* 1978)
- Florian Ludwig (* 1970)
- Fabio Luisi (* 1959)
- Egon Lustgarten (1887–1961)
- Witold Lutosławski (1913–1994)
- Christopher Lyndon-Gee (* 1954)
- Oksana Lyniv (* 1978)

### M
- Lorin Maazel (1930–2014)
- Zdeněk Mácal (1936–2023)
- Charles Mackerras (1925–2010)
- Michael Mader (* 1974)
- Bruno Maderna (1920–1973)
- Othmar Mága (1929–2020)
- Gustav Mahler (1860–1911)
- Klaus Mäkelä (* 1996)
- Sasha Mäkilä (* 1973)
- Maria Makraki (* 1970)
- Susanna Mälkki (* 1969)
- Nikolai Malko (1883–1961)
- Joana Mallwitz (* 1986)
- Matthias Manasi (* 1969)
- Ortrud Mann (1917–2006)
- August Manns (1825–1907)
- Andrew Manze (* 1965)
- Andrea Marcon (* 1963)
- Igor Markevitch (1912–1983)
- Jun Märkl (* 1959)
- Neville Marriner (1924–2016)
- Odaline de la Martinez (* 1949)
- Salvador Mas i Conde (* 1951)
- Kurt Masur (1927–2015)
- Lovro von Matačić (1899–1985)
- Ariane Matiakh (* 1980)
- Otto Matzerath (1914–1963)
- Paul Mauffray (* 1968)
- Lisa Maria Mayer (1894–1968)
- Uri Mayer (* 1946)
- Kevin McCutcheon (1955–2021)
- Ádám Medveczky (* 1941)
- Zubin Mehta (* 1936)
- Cornelius Meister (* 1980)
- Carl Melles (1926–2004)
- Felix Mendelssohn Bartholdy (1809–1847)
- Willem Mengelberg (1871–1951)
- Yehudi Menuhin (1916–1999)
- Ingo Metzmacher (* 1957)
- Hermann Michael (1937–2005)
- Ewa Michnik (* 1943)
- Felix Mildenberger (* 1990)
- Riccardo Minasi (* 1978)
- Marc Minkowski (* 1962)
- Dimitri Mitropoulos (1896–1960)
- Nicolae Moldoveanu (* 1962)
- Mateusz Molęda (* 1986)
- Bernardino Molinari (1880–1952)
- Pierre Monteux (1875–1964)
- Ludovic Morlot (* 1973)
- Ennio Morricone (1928–2020)
- Wyn Morris (1929–2010)
- Felix Mottl (1856–1911)
- Alicja Mounk (* 1947)
- Jewgeni Mrawinski (1903–1988)
- Karl Muck (1859–1940)
- Christoph-Mathias Mueller (* 1967)
- Otto-Werner Mueller (1926–2016)
- Petra Müllejans (* 1959)
- Rolf-Hans Müller (1928–1990)
- Helmut Müller-Brühl (1933–2012)
- Hans Müller-Kray (1908–1969)
- Charles Münch (1891–1968)
- Karl Münchinger (1915–1990)
- Riccardo Muti (* 1941)

### N
- Kent Nagano (* 1951)
- John Nelson (* 1941)
- Andris Nelsons (* 1978)
- Günter Neuhold (* 1947)
- Václav Neumann (1920–1995)
- Gemma New (* 1986)
- Yannick Nézet-Séguin (* 1975)
- Ulrich Nicolai (* 1949)
- Corinna Niemeyer (* 1985)
- Arthur Nikisch (1855–1922)
- Rudolf Nilius (1883–1962)
- Tomomi Nishimoto (* 1970)
- Carolin Nordmeyer (* 1975)
- Roger Norrington (1934–2025)
- Gianandrea Noseda (* 1964)
- Jonathan Nott (* 1962)
- Norbert Nozy (* 1952)

### O
- Inci Özdil (* 1960)
- Nodoka Okisawa (* 1987)
- Eva Ollikainen (* 1982)
- Sakari Oramo (* 1965)
- Eugene Ormandy (1899–1985)
- Andrés Orozco-Estrada (* 1977)
- Erwin Ortner (* 1947)
- Karl Österreicher (1923–1995)
- Michael Ostrzyga (* 1975)
- Eiji Ōue (* 1957)
- Anne Randine Øverby (* 1955)
- Seiji Ozawa (1935–2024)

### P
- Alessandro Pagliazzi (* 1967)
- Jean-François Paillard (1928–2013)
- Carlos Païta (1932–2015)
- Jorma Panula (* 1930)
- Antonio Pappano (* 1959)
- Paul Paray (1886–1979)
- Kolleen Park (* 1967)
- Alondra de la Parra (* 1980)
- Andrew Parrott (* 1947)
- David Parry (* 1949)
- Jules Pasdeloup (1819–1887)
- Giuseppe Patanè (1932–1989)
- Roberto Paternostro (* 1957)
- Bernhard Paumgartner (1887–1971)
- Rafael Payare (* 1980)
- Valentina Peleggi (* 1983)
- Wilfrid Pelletier (1896–1982)
- Maurice Peress (1930–2017)
- Laura Pérez Soria (* 1972)
- Ionel Perlea (1900–1970)
- Winfried Pesch (1928–2006)
- Libor Pešek (1933–2022)
- Zoltán Peskó (1937–2020)
- Erich Peter (1901–1987)
- Jean-Louis Petit (* 1937)
- Kirill Petrenko (* 1972)
- Wassili Petrenko (* 1976)
- Romely Pfund (* 1955)
- Rudolf Piehlmayer (* 1961)
- Sef Pijpers (1929–2023)
- Trevor Pinnock (* 1946)
- Matthias Pintscher (* 1971)
- Marc Piollet (* 1962)
- Modestas Pitrėnas (* 1974)
- Volker Plangg (* 1953)
- Michel Plasson (* 1933)
- Michail Pletnjow (* 1957)
- Valéry Polyansky (* 1949)
- Emilio Pomàrico (* 1954)
- Max Pommer (* 1936)
- Eva Pons (* 1971)
- Christoph Poppen (* 1956)
- Markus Poschner (* 1971)
- Kristiina Poska (* 1978)
- Thomas Posth (* 1976)
- Massimo Pradella (1924–2021)
- Frederik Prausnitz (1920–2004)
- Georges Prêtre (1924–2017)
- André Previn (1929–2019)
- Christof Prick (* 1946)
- John Pritchard (1921–1989)
- Roland Pröll (* 1949)
- Andreas Puhani (* 1973)
- Victor Puhl (* 1965)
- Gerd Puls (1927–2013)

### Q
- Helen Quach (1940–2013)
- Eve Queler (* 1931)
- Andrea Quinn (* 1964)

### R
- Beat Raaflaub (* 1946)
- Natan Rachlin (1906–1979)
- Ali Rahbari (* 1948)
- Anna Rakitina (* 1989)
- Manfred Ramin (* 19??)
- Gloria Isabel Ramos (* 1964)
- Gal Rasché (* 1960)
- Simon Rattle (* 1955)
- Stefan Anton Reck (* 1960)
- Kurt Redel (1918–2013)
- Max Reger (1873–1916)
- Carl Reinecke (1824–1910)
- Fritz Reiner (1888–1963)
- Ruth Reinhardt (* 1988)
- Wolfgang Rennert (1922–2012)
- Ivan Repušić (* 1978)
- Wilhelm Reuling (1802–1877)
- Rolf Reuter (1926–2007)
- Jérémie Rhorer (* 1973)
- Hans Richter (1843–1916)
- Karl Richter (1926–1981)
- Kurt Dietmar Richter (1931–2019)
- Karl Anton Rickenbacher (1940–2014)
- Julius Rietz (1812–1877)
- Helmuth Rilling (* 1933)
- Patrik Ringborg (* 1965)
- Karl Ristenpart (1900–1967)
- Gianfranco Rivoli (1921–2005)
- Kay George Roberts (* 1950)
- David Robertson (* 1958)
- Artur Rodziński (1892–1958)
- Nigel Rogers (1935–2022)
- Heinz Rögner (1929–2001)
- Teodor Romanić (1926–2019)
- Ljubomir Romansky (1912–1989)
- Zenaida Romeu (* 1952)
- Harke de Roos (* 1942)
- Hans Rosbaud (1895–1962)
- Gennadi Roschdestwenski (1931–2018)
- Marie Rosenmir (* 1973)
- Thomas Rösner (* 1973)
- Mstislaw Rostropowitsch (1927–2007)
- François-Xavier Roth (* 1971)
- Ludwig Rottenberg (1864–1932)
- Hans-Joachim Rotzsch (1929–2013)
- Catherine Rückwardt (* 1960)
- Julius Rudel (1921–2014)
- Konrad Ruhland (1932–2010)
- Peter Rundel (* 1958)
- Donald Runnicles (* 1954)
- Daniele Rustioni (* 1983)
- Peter Ruzicka (* 1948)

### S
- Gustav Sabac el Cher (1868–1934)
- Victor de Sabata (1892–1967)
- Yutaka Sado (* 1961)
- Wassili Safonow (1852–1918)
- Julien Salemkour (* 1969)
- Oswald Sallaberger (* 1966)
- Esa-Pekka Salonen (* 1958)
- Victoria Sanchez (* 1986)
- Joel Sandelson (* 1994)
- Kurt Sanderling (1912–2011)
- Michael Sanderling (* 1967)
- Thomas Sanderling (* 1942)
- Nello Santi (1931–2020)
- Jukka-Pekka Saraste (* 1956)
- Malcolm Sargent (1895–1967)
- Jordi Savall (* 1941)
- Ino Savini (1904–1995)
- Wolfgang Sawallisch (1923–2013)
- Speranza Scappucci (* 1973)
- Heinrich Schachtebeck (1886–1965)
- Henrik Schaefer (* 1968)
- Boris Schäfer (* 1972)
- Franz Schalk (1863–1931)
- Gerd Schaller (* 1965)
- Hermann Scherchen (1891–1966)
- Lalo Schifrin (1932–2025)
- Thomas Schippers (1930–1977)
- Ulf Schirmer (* 1959)
- Clemens Schmalstich (1880–1960)
- Hans Schmidt-Isserstedt (1900–1973)
- Paul Schmitz (1898–1992)
- Alexander Schneider (1908–1993)
- Hanns-Martin Schneidt (1930–2018)
- Michael Schønwandt (* 1953)
- Koen Schoots (* 1960)
- Gustav Schreck (1849–1918)
- Peter Schreier (1935–2019)
- Steffen Schreyer (* 1968)
- Jaap Schröder (1925–2020)
- Ernst von Schuch (1846–1914)
- Wilhelm Schüchter (1911–1974)
- Johannes Schüler (1894–1966)
- Rudolf Schulz-Dornburg (1891–1949)
- Ignaz Schuppanzigh (1776–1830)
- Carl Schuricht (1880–1967)
- Elena Schwarz (* 1985)
- Reinhard Schwarz (1936–2004)
- Rudolf Gerhard Schwarz (1905–1994)
- Claudio Scimone (1934–2018)
- Reinhard Seehafer (* 1958)
- Wolfgang Seeliger (* 1946)
- Uri Segal (* 1944)
- Leif Segerstam (1944–2024)
- Klauspeter Seibel (1936–2011)
- Alexander Seidel (* 1976)
- Karel Šejna (1896–1982)
- Jerzy Semkow (1928–2014)
- Tullio Serafin (1878–1968)
- Lior Shambadal (* 1950)
- Inma Shara (* 1972)
- Alexander Shelley (* 1979)
- Sung Shi-yeon (* 1975)
- Kenneth Sillito (* 1939)[4]
- Constantin Silvestri (1913–1969)
- Georg Singer (1908–1980)
- Giuseppe Sinopoli (1946–2001)
- Stanisław Skrowaczewski (1923–2017)
- Anna Skryleva (* 1975)
- Johannes Skudlik (* 1957)
- Leonard Slatkin (* 1944)
- Giedrė Šlekytė (* 1989)
- Steven Sloane (* 1958)
- Václav Smetáček (1906–1986)
- Emmerich Smola (1922–2011)
- Oleg Snetkov (* 1974)
- Tugan Sochijew (* 1977)
- Alexander Soddy (* 1982)
- Ulf Söderblom (1930–2016)
- Joanídia Sodré (1903–1975)
- Chloe van Soeterstede (* 1987)
- Johanna Soller (* 1989)
- Izler Solomon (1910–1987)
- Stefan Soltesz (1949–2022)
- Georg Solti (1912–1997)
- Saulius Sondeckis (1928–2016)
- Thomas Søndergård (* 1969)
- Giovanna Sorbi (1959–2018)
- Jeannette Sorrell (* 1965)
- Martin Spanjaard (1892–1942)
- Ljerko Spiller (1908–2008)
- Wladimir Spiwakow (* 1944)
- Alois Springer (* 1935)
- Hans Stadlmair (1929–2019)
- Horst Stein (1928–2008)
- Fritz Steinbach (1855–1916)
- Pinchas Steinberg (* 1945)
- William Steinberg (1899–1978)
- Markus Stenz (* 1965)
- Jonathan Sternberg (1919–2018)
- Fritz Stiedry (1883–1968)
- Gothart Stier (1938–2023)
- Leopold Stokowski (1882–1977)
- Richard Strauss (1864–1949)
- Igor Strawinsky (1882–1971)
- Frank Strobel (* 1966)
- Ewa Strusińska (* 1976)
- Stephen Stubbs (* 1951)
- Nathalie Stutzmann (* 1965)
- Joseph Sucher (1843–1908)
- Otmar Suitner (1922–2010)
- Alexander Šumski (1933–2022)
- Walter Susskind (1913–1980)
- Hans Swarowsky (1899–1975)
- Oleg Swerew (* 1949)
- Jewgeni Swetlanow (1928–2002)
- George Szell (1897–1970)

### T
- Emil Tabakov (* 1947)
- Gábor Takács-Nagy (* 1956)[5]
- Anu Tali (* 1972)
- Václav Talich (1883–1961)
- Jeffrey Tate (1943–2017)
- Otto Tausk (* 1970)
- Juri Temirkanow (1938–2023)
- Klaus Tennstedt (1926–1998)
- Markus Teutschbein (* 1971)
- Ernst Theis (* 1961)
- Christian Thielemann (* 1959)
- Hans-Jürgen Thiers (1929–2019)
- Kurt Thomas (1904–1973)
- Theodore Thomas (1835–1905)
- Bryden Thomson (1928–1991)
- Robin Ticciati (* 1983)
- Michael Tilson Thomas (* 1944)
- Georg Tintner (1917–1999)
- Nayden Todorov (* 1974)
- Rebecca Tong (* 1984)
- Yan Pascal Tortelier (* 1947)
- Arturo Toscanini (1867–1957)
- Francis Travis (1921–2017)
- Emil Tschakarow (1948–1991)
- Räto Tschupp (1929–2002)
- Martin Turnovský (1928–2021)
- Erik Tuxen (1902–1957)

### U
- Enrique Ugarte (* 1957)
- Takao Ukigaya (* 1953)
- Wolfgang Unger (1948–2004)
- Victor Urbancic (1903–1958)
- Héctor Urbón (* 1940)

### V
- Lorraine Vaillancourt (* 1947)
- Juraj Valčuha (* 1976)[6]
- André Vandernoot (1927–1991)
- Osmo Vänskä (* 1953)
- Silvio Varviso (1924–2006)
- Tamás Vásáry (* 1933)
- Denis Vaughan (1926–2017)
- Sándor Végh (1912–1997)
- Beatrice Venezi (* 1990)
- Mario Venzago (* 1948)
- Lorenzo Viotti (* 1990)
- Marcello Viotti (1954–2005)
- Lucas Vis (* 1947)
- Josef Vlach (1923–1988)
- Fritz Volbach (1861–1940)
- Ilan Volkov (* 1976)
- Hans Vonk (1942–2004)

### W
- Edo de Waart (* 1941)
- Laurent Wagner (* 1960)
- Richard Wagner (1813–1883)
- Hiroshi Wakasugi (1935–2009)
- Fredric Waldman (1903–1995)
- Heinz Wallberg (1923–2004)
- Alfred Wallenstein (1898–1983)
- Elizabeth Wallfisch (* 1952)
- Alfred Walter (1929–2004)
- Bruno Walter (1876–1962)
- Günter Wand (1912–2002)
- Volker Wangenheim (1928–2014)
- Carl Maria von Weber (1786–1826)
- Anton Webern (1883–1945)
- Alexander Wedernikow (1964–2020)
- Jörg-Peter Weigle (* 1953)
- Sebastian Weigle (* 1961)
- Ralf Weikert (* 1940)
- Bruno Weil (* 1949)
- Felix Weingartner (1863–1942)
- Josephine Weinlich (1840–1887)
- Günther Weißenborn (1911–2001)
- Frieder Weissmann (1893–1984)
- Omar Meir Wellber (* 1981)
- Walter Weller (1939–2015)
- Franz Welser-Möst (* 1960)
- Stig Westerberg (1918–1999)
- Johannes Wetzler (1936–2020)
- Henryk Wierzchoń (* 1953)
- Johannes Wildner (* 1956)
- David Willcocks (1919–2015)
- John Williams (* 1932)
- Keri-Lynn Wilson (* 1967)
- Ulrich Windfuhr (* 1960)
- Yip Wing-sie (* 1960)
- Cathrine Winnes (* 1977)
- Antoni Wit (* 1944)
- Diane Wittry (* 1964)
- Mogens Wöldike (1897–1988)
- Hugh Wolff (* 1953)
- Henry Wood (1869–1944)
- Rachael Worby (* 1950)
- Kurt Wöss (1914–1987)
- Paul Wranitzky (1756–1808)
- Bernhard Wünsch (* 1965)
- Erik van der Wurff (1945–2014)
- Mary Wurm (1860–1938)
- Lena-Lisa Wüstendörfer (* 1983)

### X
- Lisa  Xanthopoulou (* 1968)

### Y
- Yamada Kazuo (1912–1991)
- Yura Yang (* 1990)
- Lidiya Yankovskaya (* 1986)
- Israel Yinon (1956–2015)
- Simone Young (* 1961)

### Z
- Lothar Zagrosek (* 1942)
- Benjamin Zander (* 1939)
- Hans Zanotelli (1927–1993)
- Alberto Zedda (1928–2017)
- Alexander von Zemlinsky (1871–1942)
- Hans Zender (1936–2019)
- August Zeropa (1861–1927)
- Xian Zhang (* 1973)
- Xiaoying Zheng (* 1929)
- Winfried Zillig (1905–1963)
- David Zinman (* 1936)
- Alexander Znamenskiy (* 1979)
- Otto Zurmühle (1894–1974)
- Jaap van Zweden (* 1960)